# أوفير فالك
أوفير فالك (من مواليد 14 مارس 1968) هو محامٍ إسرائيلي يعمل مستشارًا لرئيس الوزراء بنيامين نتنياهو في القضايا السياسية.

## السيرة
وُلِد فالك في إسرائيل ونشأ حتى سن 18 عامًا في كندا. حصل على درجة البكالوريوس في العلاقات الدولية من الجامعة العبرية في القدس، ودرجة البكالوريوس في القانون وماجستير إدارة الأعمال من جامعة مانشستر، ودرجة الدكتوراه. في العلاقات الدولية من جامعة حيفا.
تدرب في مكتب المدعي العام لإسرائيل وعمل في وزارة الدفاع الإسرائيلية، وعمل مستشاراً للمخاطر ومؤسساً لشركة "أكومين" المتخصصة في إدارة المخاطر الأمنية، وكان مستشاراً للجنة الأولمبية الدولية استعداداً لأولمبياد أثينا (2004). كما عمل أيضًا كمدير في شركة MRP Investments Ltd، المملوكة لعائلة ماير الهولندية.
عمل فالك كزميل باحث في مركز الدراسات الأمنية بجامعة جورج تاون وكزميل باحث في معهد سياسة مكافحة الإرهاب بجامعة رايخمان.
ساعد نتنياهو في كتابة السيرة الذاتية "بيبي: قصة حياتي"، وكان أحد منتجي الفيلم الوثائقي "المحاكمة" حول قضية 4000.
وفي أوائل عام 2023، تم تعيينه مستشارًا سياسيًا لرئيس الوزراء بنيامين نتنياهو.